# Воренсбург (Мисури)
Воренсбург (енгл. Warrensburg) град је у америчкој савезној држави Мисури.

## Демографија
По попису из 2010. године број становника је 18.838, што је 2.498 (15,3%) становника више него 2000. године.
| Група             | 2000.          | 2010.          |
| Белци             | 13.966 (85,5%) | 15.702 (83,4%) |
| Афроамериканци    | 1.055 (6,5%)   | 1.408 (7,5%)   |
| Азијати           | 456 (2,8%)     | 520 (2,8%)     |
| Хиспаноамериканци | 398 (2,4%)     | 590 (3,1%)     |
| Укупно            | 16.340         | 18.838         |